# Albert Achard
Pour les articles homonymes, voir Achard.
Albert Achard, né le 26 mars 1894 à Briançon (Hautes-Alpes) et mort le 21 août 1972 à Albi, est un aviateur français de la Première Guerre mondiale, « as de l'aviation ».

## Biographie

### Origine et formation
Albert Achard est né le 26 mars 1894 à Briançon dans le département des Hautes-Alpes, du mariage de Gabriel Denis Achard, sous-lieutenant au 159e régiment d'infanterie de ligne et de Florentine Hête-Thievoz.
Le 11 octobre 1911, il s'engage pour une période de huit ans dans l'armée et passe le concours d'entrée à l'école d'officiers de Saint-Cyr.

### Pilote
Arrivé à l'école militaire spéciale de Saint-Cyr le 6 septembre 1913, il est nommé sous-lieutenant le 6 novembre 1913. Il sert d'abord au 9e régiment de hussards où il est affecté le 6 août 1914. Il passe ensuite observateur a la MS48 en 1915. Le 16 mars 1915, transféré dans l'aviation, il rejoint l'école du Bourget en vue de devenir observateur. Affecté à l'escadrille MS 48 le 1er avril 1915, il remporte une première victoire en tant qu'observateur. Il est nommé lieutenant le 30 juin 1915. Il sert alors sur le front de Serbie de septembre au 28 octobre 1915. Il est alors transféré à l'escadrille 91S où il reste jusqu'au 29 février 1916. Entré à l'école de pilotage de Salonique, il est breveté pilote militaire no 4642 le 31 mars 1916,,.
De retour sur le front Ouest, il reprend l'entraînement sur chasseurs Nieuport à Pau, placé sous le commandement du détachement de protection N 510 à partir du 15 mars 1917 avant de prendre le commandement de l'Escadrille N 85 le 29 juin 1917. Il vole successivement au sein des escadrilles N510 N97 78 avant de prendre le commandement de la SPA 150 le 17 août 1917. Il est crédité de six victoires aériennes homologuées et une probable remportée le 10 avril 1918 à l'est de Montdidier : il a abattu son premier adversaire au mousqueton le 28 avril 1915. En outre, s'il devait signer son deuxième succès le 2 mai 1917, à l'issue d'une rude confrontation près des lignes françaises, et le troisième, le 27 juin 1917, il enchaînera ses trois dernières victoires en moins d'un mois, entre le 19 et le 26 juillet 1918,.
Le capitaine Achard est devenu le président de l'Aéroclub de l'Albigeois et a participé à ce titre au meeting aérien de Gaillac du 2 juillet 1933, sur Hanriot, célébrant l'inauguration de l'aérodrome.
As de l'aviation, le capitaine Albert Achard s'est éteint à Albi dans le Tarn le 21 août 1972.
La commune de Biol dans le département de l'Isère, lui a rendu hommage en donnant son nom à l'une des voies de la commune

## Distinctions
Albert Achard comptabilise cinq victoires homologuées,, ce qui le classe parmi les « as de l'aviation ».
| Victoire | Date            | Escadrille | Avions abattus | Lieu                      |
| -------- | --------------- | ---------- | -------------- | ------------------------- |
| 1        | 28 avril 1915   | MS 48      | Avion          |                           |
| 2        | 2 mai 1917      | N 510      | Avion          | Thaon-les-Vosges (Vosges) |
| 3        | 27 juin 1917    | N 85       | Avion          |                           |
| 4        | 19 juillet 1918 | Spa 78     | Chasseur       |                           |
| 5        | 24 juillet 1918 | Spa 78     | Avion          | Crecy                     |

Le 8 juillet 1917, Albert Achard est nommé chevalier de l'ordre national de la Légion d'Honneur. Il est également titulaire de la croix de guerre 1914-1918 avec six palmes.

Légion d'honneur.
Croix de guerre 1914-1918.

Albert Achard a reçu plusieurs citations :
- citation à l'ordre de la division du sous-lieutenant Albert Achard du 9e régiment de hussards, observateur de l'escadrille MS 48, en date du 6 juin 1915
« Sous-lieutenant de cavalerie observateur à l'escadrille MS 48, le 15 avril 1915, armé d'un mousqueton, a attaqué un avion allemand muni d'une mitrailleuse, et après avoir eu son aile percée, l'a forcé à atterrir. Le 24 avril,, au cours d'une reconnaissance d'où il a rapporté des renseignements très importants, a eu son appareil percé d'éclats d'obus » ;

- citation no 52 à l'ordre de la division du lieutenant Albert Achard du 9e régiment de hussards, observateur de l'escadrille MS 48, en date du 1er juillet 1915
« Au cours d'un vol de barrage, a attaqué, armé seulement d'un mousqueton, un Albatros armé d'une mitrailleuse. L'a approché à 50 mètres en essuyant trois bandes de mitrailleuses, dont les balles ont percé, à hauteur de la tête du pilote et ont coupé un montant de la cabane supérieure. Malgré le danger d'une rupture de l'appareil, a continué l'attaque en tirant sur l'ennemi 81 cartouches et le poursuivant bien au delà de nos lignes jusqu'au moment où l'appareil piqua brusquement » ;

- citation à l'ordre de l'armée d'Orient du lieutenant Albert Achard, observateur de l'escadrille N 91 S, en date du 1er février 1916
« Observateur remarquablement entraîné aux grandes reconnaissances d'armée d'où il rapporte des renseignements nombreux et toujours précis. A pris part à une reconnaissance de 350 kilomètres dont 175 au-dessus des lignes ennemies » ;

- citation n° 761 à l'ordre de la 2e armée du lieutenant Albert Achard, pilote du détachement N 510, en date du 31 mai 1917
« Le 2 mai 1917, après un dur combat, a abattu un avion ennemi tout près de nos lignes. Déjà trois fois cité à l'ordre de l'armée » ;

- chevalier de la Légion d'honneur et citation n° 146 à l'ordre de l'armée du lieutenant Albert Achard, pilote de l'escadrille SPA 78, en date du 13 septembre 1917
« Excellent pilote de chasse d'une ardeur inlassable, qui ne cesse de faire preuve des plus belles qualités d'audace et d'intrépidité. le 27 juin 1917, après un dur combat, a abattu un 2ème avion ennemi » ;

- citation à l'ordre du groupe d'armée de réserve du lieutenant Albert Achard, pilote de l'escadrille SPA 78, en date du 2 août 1918
« Officier pilote d'une adresse et d'une énergie peu communes ; le 19 juillet 1918, a rapporté sa quatrième victoire en abattant un avion de chasse ennemi qui s'est écrasé dans nos lignes » ;

- citation à l'ordre de l'armée du lieutenant Albert Achard, pilote de l'escadrille SPA 78, groupe de combat 16, en date du 10 octobre 1918
« A poursuivi loin dans ses lignes et abattu en flammes un triplace ennemi; attaqué par une forte patrouille de monoplaces, en a probablement abattu un et, bien que blessé et ayant son appareil sérieusement atteint, est parvenu à regagner les lignes françaises ».

## Pour approfondir